# Bad Tennstedt
Bad Tennstedt (pronunciación en alemán: /baːt ˈtɛnˌʃtɛt/ⓘ) es un municipio situado en el distrito de Unstrut-Hainich, en el estado federado de Turingia (Alemania), a una altitud de 170 metros. Su población a finales de 2016 era de unos 2500 habitantes y su densidad poblacional, 92 hab/km².
Se encuentra ubicado al norte de la ciudad de Eisenach, al noroeste de Erfurt, la capital del estado.